# Said Ahmad
Said Ahmad (10 de junio de 1920, Taskent, RSS de Uzbekistán - 5 de diciembre de 2007, Taskent, Uzbekistán) fue un escritor y dramaturgo soviético uzbeko. Le otorgaron el título de "Héroe de Uzbekistán" (1999), Escritor Popular de Uzbekistán, "Artista Honrado de Uzbekistán" y recibió las órdenes "Buyuk xizmatlari uchun" y "Do'stlik".

## Primeros años
El 10 de junio de 1920, nació en el barrio de Samarqand Darvoza de la ciudad de Taskent. Estudió durante un período en el Instituto Pedagógico Nizami y trabajó en la revista "Mushtum" en 1941. En los años 1942-1943, trabajó en la Radio de la República, luego contribuyó al periódico "Qizil O'zbekiston" de 1943 a 1947 y trabajó para la revista "Sharq Yulduzi" de 1948 a 1950. También fue reconocido como el "O'zbekiston xalq yozuvchisi" y recibió el Premio Estatal.

## Obras
Las obras literarias de Ahmad incluyen historias como "Choʻl burguti", "Lochin", "Boʻston", "Toʻyboshi", "Jimjitlik", "Turnalar", "Hayqiriq", "Alla", "Muhabbatning tugʻilishi", "Qorakoʻz Majnun". En sus trabajos, como "Sobiq", "Qoplon", "Oʻrik domla", "Mening doʻstim Babbaev", "Muzey", "Boʻri ovi", "Xandon pista" y muchos otros, explora las fallas e intrincaciones humanas. Sus historias sobre la vida rural, incluyendo "Qadrdon dalalar" (1949), y "Hukm" (1958), así como sus novelas de la trilogía "Ufq", que comprenden "Qirq besh kun," "Hijron kunlari" (1964), y "Ufq boʻsagʻasida" (1969), describen el destino de individuos en medio de las convulsiones de su tiempo. Su novela "Jimjitlik" (1988) retrata las luchas internas de un viajero solitario, mientras que obras como "Sherzod va Gulshod" (1945), "Kelinlar qoʻzgʻoloni" (1976) y "Kuyov" (1986) ofrecen perspectivas sobre la vida de los niños.

## Muerte
Ahmed falleció el 5 de diciembre de 2007, a la edad de 87 años.
Obras creadas durante los años de independencia
Durante los años de independencia, Ahmad también creó cuentos líricos. Sus colecciones, incluyendo "Xandon Pista" (1994) y "Bir oʻpichning bahosi" (1995), junto con libros como "Yoʻqotganlarim va topganlarim" (1998), "Qorako'z Majnun" (2001) y "Kiprikda qolgan tong" (2003), fueron publicados. Además, se lanzó una obra en tres volúmenes titulada "Tanlangan asarlari" (2000). En "Yoʻqotganlarim va topganlarim", Said Ahmad iluminó las contribuciones literarias de varios escritores y poetas uzbekos como Gʻafur Gʻulom, Oybek, Mirtemir, Shayxzoda, Saida Zunnunova y otros. Sus historias como "Qorako'z Majnun", "Ot bilan suhbat" y "Azroil oʻtgan yoʻllarda" están entrelazadas con recuerdos de una época turbulenta. Entre sus obras literarias se encuentran los trabajos titulados "Borsa kelmas darvozasi", "Taqdir, taqdir...", "Oftoboyim", que arrojan luz sobre la vida, el camino creativo y el pasado del escritor.
Ahmad también incursionó en el campo del folletín. En 1947, enfrentó represión y fue etiquetado como enemigo del pueblo. Sin embargo, después de la muerte de Stalin, fue rehabilitado. Sus comedias, "Kelinlar qoʻzgʻoloni" y "Kuyov", se presentan actualmente en el Teatro Académico Nacional de Uzbekistán, siendo "Kelinlar qoʻzgʻoloni" representada en países extranjeros. Sus dramas, basados en la fundación de la obra "Ufq", contribuyeron a la industria cinematográfica uzbeka, incluida la producción de la película "Muhabbat mojarosi" (1970) en el estudio cinematográfico "Oʻzbekfilm" y otros.